# Hilma af Klint
Hilma af Klint (født 26. oktober 1862på Karlbergs slott i Stockholm, død 21. oktober 1944 i Danderyd) var en svensk kunstner, antroposof og pioner indenfor abstrakt maleri.
Hun indgik i gruppen De fem og hendes systematiske malerier er visuelle repræsentationer af komplekse filosofiske idéer.
En ny interesse for Hilma af Klint og hendes værker blussede op fik et nyt publikum i 2013 hvor hendes abstrakte værker blev udstillet i Moderna Museet i Stockholm for første gang. 'Siden har hun som pioner på sit felt vakt stor international opmærksomhed'.

## Kunstnerisk banebryder
Hilma af Klint var en radikal banebryder for den kunst, der gjorde op med den synlige virkelighed. Allerede i 1906 kom hun til at udvikle et abstrakt billedsprog. Hilma af Klints værker drejer sig ikke om den rene abstraktion, om form og farve for dets egen skyld, men om at gestalte det ikke synlige. Hendes malerier er tættere på værker fra abstrakte kunstnere som Wassily Kandinsky, Piet Mondrian, og Kazimir Malevitj, som endnu betragtes som foregangsmænd inden for den abstrakte 1900-tals kunst.

## Uddannelse og de først år af hendes virke
Hilma af Klint begyndte sin kunstneriske uddannelse ved den Tekniske Højskole i Stockholm (nuværende Konstfack (sv)), samtidig med at hun gik til undervisning i portrætmaleri. I årene mellem 1882 og 1887 var hun elev på Kunstakademiet. Efter afsluttet studietid og frem til 1908, malede og udstillede hun portrætter og landskaber i naturalistisk stil, men senere opgav hun det naturalistiske billedsprog.

## Idémæssig baggrund
Hilma af Klint gik ud fra at der fandtes en åndelig dimension i tilværelsen og hun ville synliggøre den sammenhæng som ligger udenom det vores øjne kan se. I lighed med mange af sine samtidige var hun påvirket af åndelige strømninger, i særdeleshed af spiritisme, teosofi og senere tillige antroposofi. Hun var af den opfattelse at hun, når hun malede, stod i forbindelse med en højere bevidsthed, som fremførte sine budskaber gennem hende. I sit maleri ville hun udforske de forskellige dimensioner i menneskets eksistens.

## Hendes kunstneriske arv og forbehold for offentliggørelse
Hilma af Klint efterlod mere end 1000 malerier og andre værker på papir. Hun udstillede sine tidlige, naturalistiske værker, men valgte ikke at vise sit abstrakte maleri i sin levetid. I sit testamente foreskrev hun at de abstrakte værker ikke skulle være offentligt tilgængelige før tidligst tyve år efter hendes død. Hun var overbevist om, at man først på det tidspunkt ville indse deres betydning.

## Udstillinger og film om Hilma af Klint i Danmark
Louisiana havde i 2014 en stor udstilling af de af hendes værker der var blevet gemt for offentligheden frem til tyve år efter hendes død.
Udstillingen blev organiseret af Moderna Museet, Stockholm i samarbejde med Hamburger Bahnhof, Berlin, Museo Picasso Málaga (en). Kurator: Iris Müller-Westermann, Assisterende kurator: Jo Widoff. Udstillingen blev til med støtte fra C.L. Davids Fond og Samling.
I 2019 kom filmen 'Beyond the visible - Hilma af Klint' af Halina Dyrschka
19.10.2022 blev det biografiske drama 'Hilma' med Lasse Hallström som manuskriptforfatter og instruktør offentliggjort i Sverige.

## Galleri
- af Klint i sin ateljé
- Urkaos, nr 2, serie WU, Grupp 1, 1906
- De tio största nr 3 Ynglingaåldern, Grupp 4, 1907
- De tio största nr 10 Ålderdomen, Grupp 4, 1907
- Altarbild nr 1, Grupp 10, 1907
- Nyckeln till hittills-varande arbete, Serie WU/Rosen, nr 5, Grupp 3, 1907
- Sjustjärnan, Grupp 4, nr 14, 1908
- Svanen No 16, Serie SUW, Grupp 9, 1915.
- Svanen nr 17, Serie SUW, Grupp 9, 1915.
- Svanen No 18, Serie SUW, Grupp 9, 1915.
- Anteckningsbok, 2–11 juli 1919
- Buddhas ståndpunkt i jordelivet, serie 11, nr 3a, 1920
- Vete och malört, 1922.